# Nat King Cole
Nat King Cole, občanským jménem Nathaniel Adams Coles (17. března 1919 Montgomery, Alabama – 15. února 1965 Santa Monica, Kalifornie), byl americký jazzový pianista, hudební skladatel a zpěvák s jemným barytonovým hlasem. Byl jedním z prvních Afroameričanů, kteří se pravidelně objevovali v televizních pořadech a po smrti dosáhl celosvětové popularity. Řadí se mezi nejvýznamnější postavy hudební historie Spojených států.

## Osobní život
Narodil se v roce 1919 v Montgomery, hlavním městě státu Alabama. Ve čtyřech letech se rodina přestěhovala do Chicaga v Illinois, kde se jeho otec stal baptistickým duchovním. Od své matky Perliny, kostelní varhanice, se v dětství začal učit hrát na varhany. Měl tři bratry Eddieho, Ika a Freddyho. Rodina žila na chicagském předměstí Bronzeville.
V roce 1936 začal hrát v bandu Rogues Of Rhythm. Poté se roku 1939 stal zakládajícím členem losangeleského jazzového King Cole Tria. Vedle hraní na piano se od 40. let stále více věnoval zpěvu a účinkoval s řadou velkých orchestrů. Objevil se v mnoha televizních pořadech, stejně jako ve filmech. V 50. a 60. letech směřoval svou produkcí k většinovému středovému proudu pop music, čímž získal masovou popularitu.
Dne 23. srpna 1956 zpíval v San Franciscu na Republikánském národním sjezdu, který nominoval prezidentského kandidáta. O čtyři roky později se zúčastnil také Demokratického národního sjezdu 1960, kde podpořil prezidentského kandidáta Johna F. Kennedyho. Poté jej Frank Sinatra vybral jako jednoho z umělců, který účinkoval v rámci inauguračních plesů 20. ledna 1961. S prezidenty J. F. Kennedym a L. B. Johnsonem několikrát diskutoval o občanských právech.
V roce 1948 se rozvedl s první ženou Nadine Robinsonovou. Šest dnů poté se oženil podruhé se zpěvačkou Marií Hawkinsovou Ellingtonovou, se kterou vychovával pět dětí: zpěvačku Natalie (nar. 1950–2015), adoptovanou dcerou Carole (dceru sestry Marie, 1944–2009), adoptovaného syna Nata Kellyho Colea (1959–1995), který zemřel na AIDS ve 36 letech a dvojčata Casey a Timolinu (nar. 1961).
Zemřel ve 45 letech na karcinom plic v Nemocnici sv. Jana (St. John's Hospital) v kalifornské Santa Monice.
V roce 2000 byl in memoriam uveden do Síně slávy Rock and Rollu.

## Filmografie

### Filmy

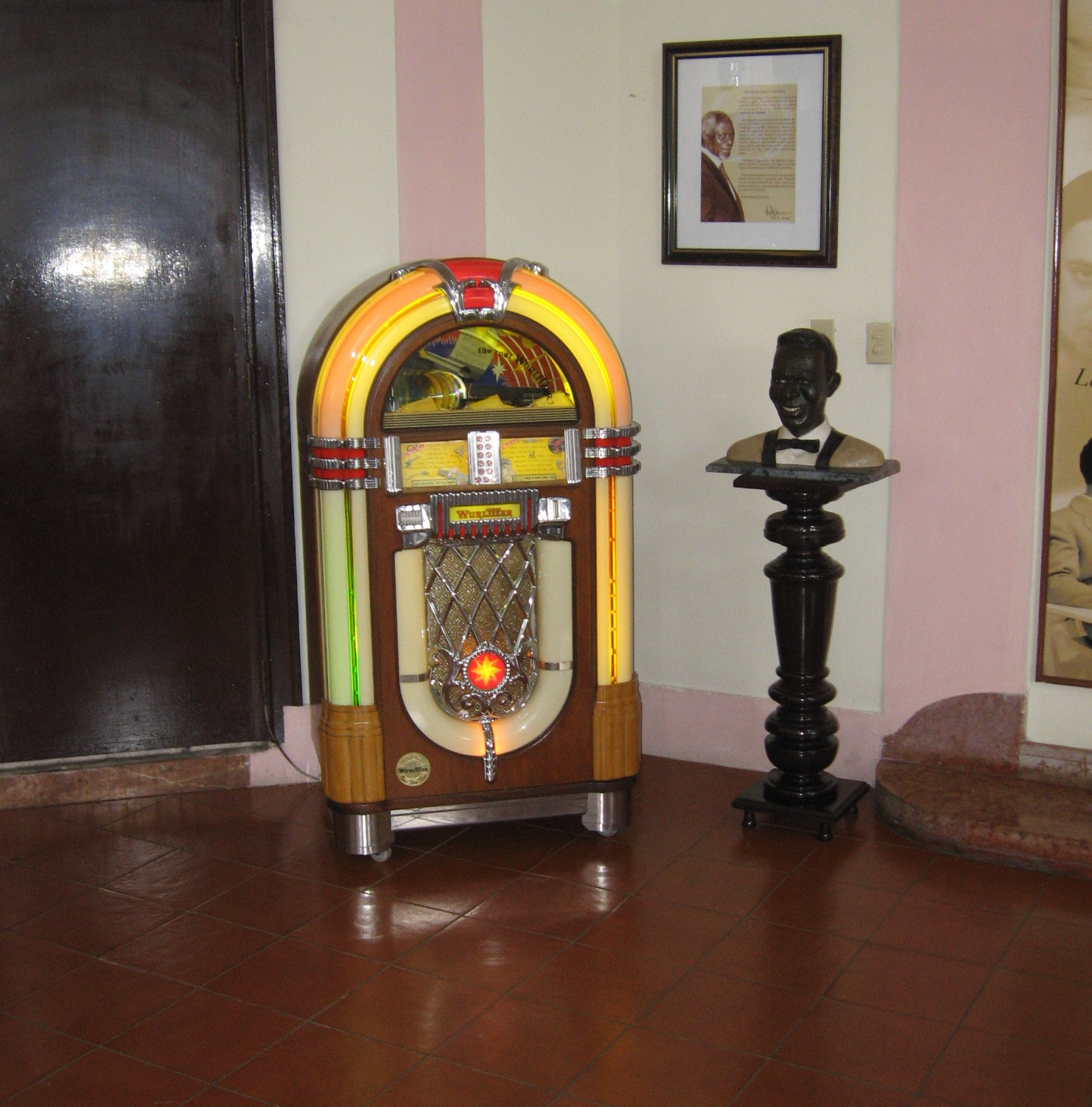
Roh Nat King Colea v havanském hotelu Nacional

- Občan Kane (1941) (pouze hlas)
- Here Comes Elmer (1943)
- Pistol Packin' Mama (1943)
- Pin Up Girl (1944)
- Stars on Parade (1944)
- Swing in the Saddle (1944)
- See My Lawyer (1945)
- Breakfast in Hollywood (1946)
- Killer Diller (1948)
- Make Believe Ballroom (1949)
- Modrá gardenie (1953)
- Small Town Girl (1953)
- Rock 'n' Roll Revue (1955)
- Rhythm and Blues Revue (1955)
- Basin Street Revue (1956)
- The Scarlet Hour (1956)
- Istanbul (1957)
- China Gate (1957)
- St. Louis Blues (1958)
- Night of the Quarter Moon (1959)
- Schlager-Raketen (1960)
- Dívka ze Západu (1965)

### Další
- King Cole Trio & Benny Carter Orchestra (1950)
- Nat King Cole and Joe Adams Orchestra (1952)
- Nat King Cole and Russ Morgan and His Orchestra (1953)
- The Nat King Cole Musical Story (1955)